# Fernando de Ornelas
Fernando de Ornelas (Caracas, Venezuela, 29 de julio de 1976) es un exfutbolista y entrenador venezolano. Jugaba como delantero y su último equipo fue el Urædd FK de Noruega.

## Clubes
| Club                   | País       | Año         | Juegos | Goles |
| ---------------------- | ---------- | ----------- | ------ | ----- |
| Marítimo               | Venezuela  | 1993-1996   |        |       |
| Unión Atlético Táchira | Venezuela  | 1996-97     | 21     | 3     |
| South China            | Hong Kong  | 1998        | 25     | 20    |
| Crystal Palace         | Inglaterra | 1999        | 9      | 0     |
| Italchacao             | Venezuela  | 1999        | 6      | 1     |
| Celtic                 | Escocia    | 1999/2000   | 2      | 0     |
| Real Zaragoza          | España     | 2001        | 0      | 0     |
| South China            | Hong Kong  | 2001        | 4      | 1     |
| Queens Park Rangers    | Inglaterra | 2002        | 2      | 0     |
| Marítimo               | Portugal   | 2002        | 4      | 0     |
| Gansu Tianma           | China      | 2003        | 4      | 0     |
| Núremberg              | Alemania   | 2004        | 4      | 0     |
| Olympiakos Nicosia     | Chipre     | 2004        | 21     | 3     |
| Odd Grenland           | Noruega    | 2005-2008   | 57     | 11    |
| Monagas                | Venezuela  | 2009        | 10     | 1     |
| Zulia                  | Venezuela  | 2009        | 7      | 0     |
| Mjøndalen              | Noruega    | 2010        | 3      | 0     |
| Gulset                 | Noruega    | 2010        |        |       |
| Hei                    | Noruega    | 2011        |        |       |
| Urædd                  | Noruega    | 2011 - 2013 | 1      | 0     |

## Palmarés
| Título                     | Club      | País     | Año       |
| -------------------------- | --------- | -------- | --------- |
| Copa de la Liga de Escocia | Celtic    | Escocia  | 1999/2000 |
| Bundesliga 2               | Núremberg | Alemania | 2003/04   |